# Vijverspark (Anderlecht)
Het Vijverspark of Vijverpark (Frans: Parc des Étangs) is een park in de Vijverswijk van de gemeente Anderlecht in het Brussels Hoofdstedelijk Gewest. Het park van 9 hectare groot, gelegen tussen de Marius Renardlaan en de Maurice Carêmelaan, wordt beheerd door de gemeente Anderlecht.

## Geschiedenis
Het park werd in de jaren 1960 ingericht onderaan in de vallei van de Neerpedebeek en bestaat uit een brede strook land met een aantal vijvers, omgeven door natuurlijke begroeiing zoals mattenbies, pijlkruid, gele plomp, waterweegbree, ruwe wilgenroos, pitrus, gele lis, riet en lisdodde. De vijvers vormen een biotoop voor een groot aantal watervogels. Op de oevers staan talrijke schietwilgen en verder zijn er treurwilgen, meidoorns en een aantal esdoornvariëteiten te vinden.
De opbouw van het park met brede dolomietpaden, parkmeubilair en speeltuinen is typisch voor de jaren 1960.
Het park werd op 17 september 1998 erkend als beschermd erfgoed.